# Provincia de Recuay

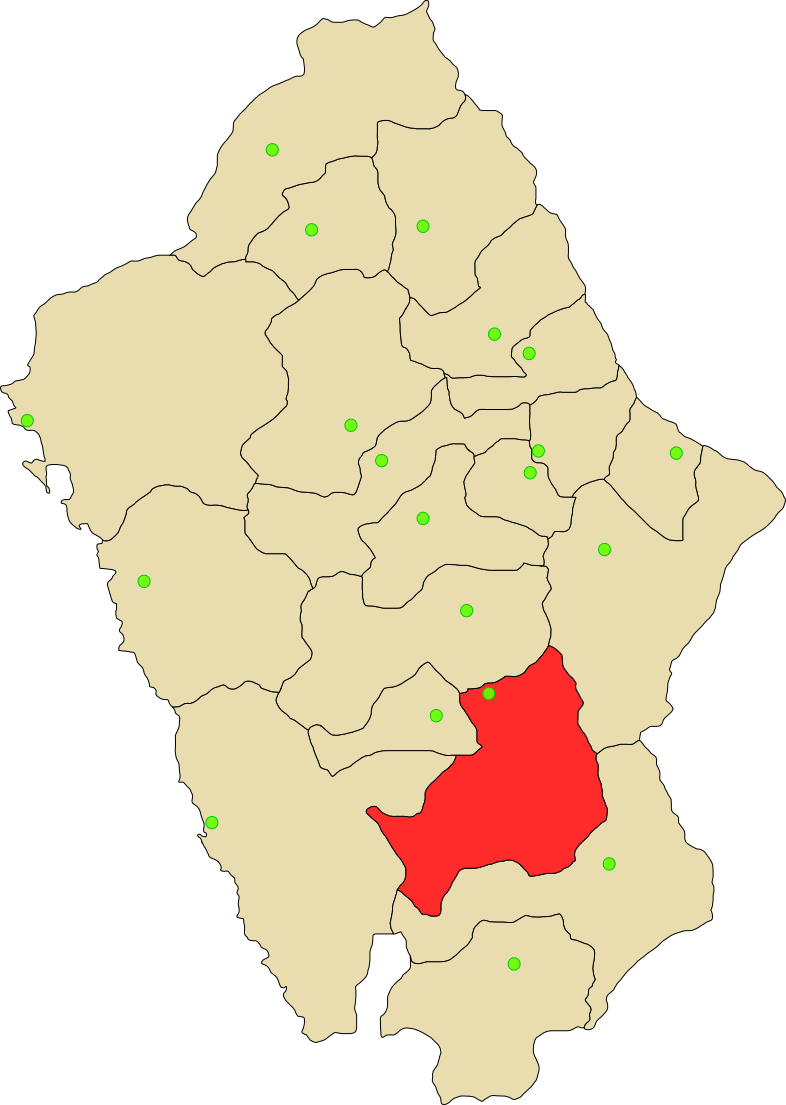
Mapa de la provincia de Recuay en Áncash

La provincia de Recuay es una de las veinte que conforman el departamento de Áncash en el Perú. Limita por el norte con las provincias de Aija y Huaraz, por el este con la provincia de Huari, por el sur con la provincia de Bolognesi y por el oeste con la provincia de Huarmey.

## Historia
En esta provincia, quién exhibió estas muestras en su casa en Lima fue el Dr. Macedo, quien denominó a estas cerámicas como procedentes de la cultura Recuay. 
Durante la guerra con Chile, llevó esta colección a París donde la exhibió, después, vendió gran parte de ella al museo de Etnología de Berlín donde se encuentra actualmente. Las características de la cerámica Recuay son las vasijas que son de color blanco y ocre debido al uso del caolín, tienen la forma globular y son escenográficas. Todos los reinos y etnias que florecieron en la región de Áncash fueron incorporados al Imperio incaico hacia 1470. 
El señorío de Choquericay también fue conquistado tras larga lucha y resistencia. En enero de 1533, los españoles, en su paso de Cajamarca a Pachacámac, llegaron a los curacazgos de Recuay y Marca, conducidos por Hernando Pizarro y catorce jinetes acompañados de nueve peones, esta expedición pasó por los diferentes pueblos del Callejón de Huaylas y también llegó a Recuay. 
El cronista Estete señala «el capitán fue a dormir a otro pueblo que se llamaba Sucaraccay, donde le hicieron buen recibimiento; llamase el Señor de este pueblo Marcocana», el pueblo al que se referían era Recuay. 
El 11 de agosto de 1534 fue entregada la encomienda de Choquericay, que comprendía las provincias de Huaráz y Recuay a los capitales Jerónimo de Aliaga y Sebastián de Torres, lo que fue administrado por ambos hasta 1537, para luego quedar en poder de don Jerónimo de Aliaga. La encomienda de Recuay estaba comprendida en la jurisdicción del corregimiento de Huaylas. 
Toribio de Mogravejo llamado el extirpador de las idolatrías, visitó Recuay en dos oportunidades, la primera excomulgó al corregidor de Cajatambo don Alonso de Alvarado y al pasar de Recuay a Huaraz hizo brotar agua en el lugar llamado Arzobispo y en la segunda visita destruyó múltiples ceramios, nominándolos como idolatrías. 
Durante la independencia, Recuay también estuvo presente, cuando el ejército de San Martín llega a Recuay y proclama la independencia entre el 26 y el 28 de noviembre de 1820. Bolívar también llega a estas tierras en 1824 en su marcha hacia las pampas de Junín. 
En la época republicana, en 1830, se trajo a Recuay carneros de raza Merino, en 1845, se descubrió yacimientos de mármol en Cushipata y se asientan en esta provincia la compañía minera francesa Silver Mining Company y el 31 de marzo de 1889, se realiza en París una exposición de minerales recuaínos y el 31 de mayo de 1970, esta ciudad es destruida parcialmente por un terremoto de grandes dimensiones. 
Mediante el Decreto Ley n.º 11171, del 30 de septiembre de 1949, en el gobierno del presidente Manuel A. Odría, se crea la provincia de Recuay,  con su capital homónima, junto con la cuarta provincia de Huaraz, por división de la tercera provincia de este mismo nombre de Huaraz. E integrada por siete distritos: Recuay, Ticápampa, Cotaparaco, Huayllapampa, Pararín, Marca, Pampas Chico, estos de la provincia de Huaraz, y Tapacocha de la provincia de Aija. Posteriormente, se crearon dos distritos más: el de Llacllín y Cátac.

## Geografía
Provincia ubicada al sur de Huaraz, tiene una superficie de 2304,19 km², cuenta con 10 distritos que son Recuay, Ticápampa, Cátac, Cotaparaco, Huayllapampa, Pararín, Marca, Llacllín, Pampas Chico, Tapacocha. 
Se encuentra, a una altura aproximada de 3394 m s. n. m., su clima es templado seco en el día y frío en las noches, con una temperatura media de 19.5 °C, en sus mesetas, como la pampa de Lamas y de Conococha, se dan las típicas heladas y las noches estrelladas. Tiene una población aproximada de 20, 363 habitantes. Está a 25 km de Huaraz.
La principal actividad económica de esta provincia es la minería, se explota plata, cobre, plomo, zinc. Actualmente la mayoría de la población se dedica a la agricultura, producen papa, maíz, trigo, cebada, habas, alverjas, chocho, quinua, oca, mashua, alfalfa y avena forrajera. 
En ganadería, cuentan con ganado vacuno, lanar, cabrío, alpacunas, equinos y cerdos. También crían aves de corral, cuyes, abejas, truchas y tienen producción de quesos en Cátac y Cotaparaco. 

## División administrativa
Esta provincia se divide en diez distritos:
1. Recuay
2. Cátac
3. Cotaparaco
4. Huayllapampa
5. Llacllín
6. Marca
7. Pampas Chico
8. Pararín
9. Tapacocha
10. Ticapampa

## Capital
La capital de esta provincia es la ciudad de Recuay.

## Autoridades

### Regionales
- Consejero regional
  - 2019-2022:[2] Domingo Aparicio Gómez Castillo (Movimiento Regional El Maicito)

### Municipales
- 2019-2022[2]
  - Alcalde: Juniors Michael Carrasco Ferrer, del Movimiento Regional El Maicito.
  - Regidores:

  1. Manuel Germán Portella Rojas (Movimiento Regional El Maicito)
  2. Chantal Juan Ramírez Tuya (Movimiento Regional El Maicito)
  3. Sonia Inés Sánchez Farfán (Movimiento Regional El Maicito)
  4. Diana Virginia Bayona Gamarra (Movimiento Regional El Maicito)
  5. Gedeón Francisco Andrade Báñez (Movimiento Independiente Regional Río Santa Caudaloso)

## Patrimonio
- Gruta de San Patricio: Gruta natural de granito, cuenta con una cueva y formaciones geológicas interesantes, es escenario de muchos mitos y leyendas recuainas.
- Choquerecuay o Pueblo Viejo: A 2 km de Recuay, donde podemos apreciar una torre preinca a base de piedras, sede del señorío de Choquericay y lugar donde se encontraba la campana de oro convertida en una hermosa leyenda.
- Necrópolis de JEKOSH: Presenta restos arqueológicos de la cultura Recuay, se trata de unas habitaciones con una serie de laberintos.

## Festividades
- 3 de enero: San Ildefonso de Toledo
- 24 de febrero: Señor Arian, al que se le llevan ofrendas
- 14 de septiembre: Señor de Burgos, fiesta celebrada con actividades religiosas, juegos artificiales, la danza de los negritos y corrida de toros.
- 30 de septiembre: Aniversario de Recuay

## Fiestas costumbristas
- El 23 de enero: El patrón san Ildefonso, en Recuay
- El 2 de mayo: Señor de Mayo, en Cátac
- El 14 de mayo: San Isidro en el centro poblado de Huancapampa
- El 15 de mayo: Santa Cruz en Cátac
- El 28 de junio: Virgen del Socorro, en Tuctu.
- El 6 de julio: La Fiesta de San Pablo en Cotaparaco
- El 16 de julio: Virgen del Carmen, en Tuctu, familia Maldomado Ramírez.
- El 10 de agosto: San Lorenzo de Marca. Fiesta celebrada con los capitanes de Marca y el inca y sus pallas de Marca (Patrimonio Cultural de la Nación).
- El 14 de agosto: San Cayetano de Tuctu
- 14 de septiembre: Señor de Burgos, fiesta celebrada con actividades religiosas, juegos artificiales, la danza de los negritos. Corrida de toros.
- 30 de septiembre: Aniversario de Recuay
- 30 de agosto: Santa Rosa en Cátac
- 12 de octubre: Virgen del Pilar en Ticápampa

## Personas destacadas
- Elmer Huerta
- José Manuel Robles Arnao y García: Prócer de la independencia del Perú, benemérito de la patria, vencedor en Junín y Ayacucho, y coronel del Ejército libertador del Perú. Nació en la ciudad de San Ildefonso de Recuay en 1795, hijo de D. Juan José de Robles Arnao y de Dña. Marcelina Martina García, vecinos españoles. Aunque proveniente de una rica familia española, decidió, desde muy joven, colaborar con la causa libertadora junto con su hermano el presbítero Dr. José María Robles Arnao y García. Ambos hermanos por su denodado apoyo al ejército del libertador José de San Martín, serían considerados como próceres sanmartinianos.